# Reyes de Bonanza

Molino de la mina California en Comstock, propiedad de los Reyes de Bonanza

Los Reyes de Bonanza (Bonanza Kings en inglés), también llamados los Reyes de la Plata (Silver Kings), era el apodo dado a los cuatro hombres que iniciaron una correduría de valores llamada Flood and O'Brien, más comúnmente conocida como la Firma Bonanza ("bonanza" es un término español, también utilizado en inglés, que significa "un yacimiento rico en minerales"). En 1873, después de obtener el control de la "Consolidated Virginia Mining Company", se descubrió un gran filón vertical de más de 350 m de profundidad de mineral de plata, que se conoció como la "gran bonanza".

## Haciendo una fortuna
|                               |  |  |  |
| Mackay, Fair, Flood y O'Brien |  |  |  |

En 1871, cuatro inmigrantes irlandeses (John William Mackay, James Graham Fair, James Clair Flood y William S. O'Brien), fundaron la compañía de la Mina de Plata de la Virginia Consolidated, cerca de Virginia City (Nevada), a partir de la concentración de una serie de pequeños derechos mineros sobre la Veta Comstock, a los que agregaron la cercana mina California. Mackay y Fair poseían conocimientos mineros, mientras que Flood y O'Brien recaudaron el dinero. El precio de compra de los derechos, de lo que luego se convertiría en una fabulosa fuente de riqueza, fue de alrededor de 100.000 dólares. La emisión de acciones original fue de 10.700 títulos, que se vendieron por entre 4 y 5 dólares cada uno.
En 1873 se descubrió la "gran bonanza". La ciudad de San Francisco y todo el mundo minero se vieron envueltos en una apasionada fiebre. La primera emisión de acciones se convirtió en dos emisiones de 108.000 acciones cada una, y para mediados de 1875 el valor especulativo de las dos minas estaba cerca de los mil millones de dólares. Cada acción llegó a valer 710 dólares.
Durante los tres años siguientes al descubrimiento de la "gran bonanza", las dos minas produjeron tres millones de dólares por mes. En 1876, cerca ya del final de la explotación, se obtuvieron en un mes seis millones de dólares de ambas minas. La producción comenzó a disminuir en 1879, pero en veintidós años de explotación, las dos minas produjeron más de 150 millones de dólares en plata y oro, y pagaron 78.148.800 de dólares en dividendos, convirtiendo a los cuatro propietarios en algunos de los hombres más ricos de América.